# ترکمن فیلم
ترکمن فیلم (ترکمنی: Türkmenfilm) بزرگترین و قدیمی‌ترین استودیوی فیلم سازی در کشور ترکمنستان است. این شرکت که در سال ۱۹۲۶ تأسیس شد در ابتدا Ashgabat Kinofabrica نام داشت. در سال ۱۹۳۸ آن را به «استودیوی عشق آباد» و در سال ۱۹۵۸ به «ترکمن فیلم» تغییر نام دادند. ساختمان این شرکت در سال ۱۹۴۸ بر اثر زلزله تخریب شد و چند سال بعد دوباره بازسازی شد.